# Джефри Уилямс
Джефри Уилямс (на английски: Jeffrey Williams) е американски астронавт и ветеран от три космически полета.

## Биография
Уилямс е получил диплома за инженер от военната академия на САЩ през 1980 г. През 1987 г. получава магистърска степен по аеронавтика. Служи като тестпилот във Военновъздушната база „Едуардс“ в Калифорния. Уилямс има повече от 2500 летателни часа на 50 различни типове самолети.
Уилямс служи в космически център Джонсън в периода 1987-1992 г., като инженер. През 1996 г. е избран за кандидат астронавт на НАСА.

## Космически полети

### Първи полет
Първият си космически полет Дж. Уилямс извършва, като я специалист по мисията с космическата совалка "Атлантис", мисия STS-101 от 19 до 29 май 2000 г. Това е третият полет на совалката за строителството на Международната космическа станция. Мисията е с цел доставка на стоки и оборудване за станцията. По време на полета, на 22 май, Джефри Уилямс и Джеймс Вос направиха космическа разходка, продължила 6 часа и 44 минути. Полетът на „Атлантис“ е с продължителност 236 часа и 9 минути. От ноември 2002 г., Уилямс провежда обучение за дълговременни експедиции на МКС.
Джефри Уилямс е дубльор на Уилям Макартър, като бординженер на космическия кораб „Союз ТМА-7“ и командир на Експедиция 12 на МКС.

### Втори полет
Уилямс е в основния екипаж на космическия кораб „Союз ТМА-8“. Стартира на 30 март 2006 г. от космодрума Байконур, а на 1 април се скачва с МКС. Дж. Уилямс прекарва близо шест месеца, заедно с командира Павел Виноградов на МКС (Експедиция 13).

### Трети полет
От октомври 2009 г. до март 2010 г. е отново на Международната космическа станция, като част от 21-ва и 22-ра експедиция на МКС. Излитат и се приземяват с космическия кораб „Союз ТМА-16“, заедно с командира Максим Сураев. Полетът продължава почти 6 месеца.
| Космически полети на Джефри Уилямс                                | Космически полети на Джефри Уилямс | Космически полети на Джефри Уилямс | Космически полети на Джефри Уилямс | Космически полети на Джефри Уилямс   |
| №                                                                 | Дата                               | КК                                 | Функции                            | Продължителност                      |
| ----------------------------------------------------------------- | ---------------------------------- | ---------------------------------- | ---------------------------------- | ------------------------------------ |
| 1                                                                 | 19 май 2000                        | „Атлантис“, мисия STS-101          | Специалист на мисията, бординженер | 9 денонощия 20 часа 10 мин 9 сек.    |
| 2                                                                 | 30 март 2006                       | „Союз ТМА-8“                       | Бординженер                        | 182 денонощия 22 часа 43 мин 17 сек. |
| 3                                                                 | 30 септември 2009                  | „Союз ТМА-16“                      | Бординженер                        | 169 денонощия 4 часа 9 мин 19 сек.   |
| Сумарно време в космоса – 361 денонощия 23 часа 2 минути и 45 сек |                                    |                                    |                                    |                                      |